# 程儒珍
程儒珍（1901年—1963年），中国人民解放军将领、中国人民解放军开国少将。
曾任中国人民解放军广州军区后勤部油料部部长。1955年，授予中国人民解放军少将。
1963年4月26日在武汉病逝。